# Eva Santolaria
Eva Santolaria, née le 2 mai 1975 à Barcelone (Espagne), est une actrice espagnole.

## Biographie
Elle abandonna le droit pour participer à la série Nissaga de poder de la chaîne TV3. Ses rôles dans les séries Compañeros (Antena 3) et 7 Vidas (Telecinco) l'ont rendue connue en Espagne. 

## Filmographie
- 1994 : Estació d'enllaç (série télévisée)
- 1996 : Susanna, d'Antonio Chavarrías
- 1996 : Nissaga de poder (série télévisée)
- 1998 : El pianista, de Mario Gas
- 1998 : Bomba de relojería, de Ramón Grau
- 1999 : La Última parada (Lo peor de todo), de Ricardo A. Solla (court-métrage)
- 1999 : L'Accident, de Jordi Bueno (court-métrage)
- 2000 : Fuego, de Marcos Navarro Narganes (court-métrage)
- 2000 : Nosotras, de Judith Colell
- 2001 : No te fallaré, de Manuel Ríos San Martín
- 2002 : Compañeros (série télévisée)
- 2003 : Días de fútbol, de David Serrano
- 2004 : Maigret: La trappola, de Renato De Maria (TV)
- 2004 : Maigret: L'ombra cinese, de Renato De Maria (TV)
- 2005 : A Mario, de Papick Lozano (court-métrage)
- 2005 : Ruido, de Marcelo Bertalmío
- 2006 : En buena compañía, d'Antonio Recio (série télévisée)
- 2006 : 7 vidas (série télévisée)
- 2006 : La Mandrágora (série télévisée)
- 2010 : Herois, de Pau Freixas